# Daytripper
Daytripper é um romance gráfico dos brasileiros Gabriel Bá e Fábio Moon, publicada pela DC Comics – no selo Vertigo – em dez edições, entre os anos de 2009, 2010 e 2011, e ganhou os prêmios Eisner e Eagle Award., além de estar liderando as listas de best-sellers. Portanto, é um marco não apenas na carreira dos autores Moon e Bá, mas também na história dos quadrinhos brasileiros.O enredo apresenta uma retrospectiva da vida de Brás de Oliva Domingos.

## Sinopse
Brás de Oliva Domingos é filho de um escritor conhecido e respeitado mundialmente, e por isso, sonha em também ser um. Trabalha terminando os livros dos outros, enquanto o seu ainda está no começo. Sua vida de sonhador termina após sua triste morte, e o narrador resolve relembrar os mais importantes momentos da vida do personagem: viagem, família, relacionamento, infância, paternidade.

## Características
Os autores dominam a linguagem sequencial como poucos e conduzem a narrativa com precisão. Vale destacar o cuidado com a reprodução dos detalhes das diversas épocas da vida de Brás. São cenários, roupas, celulares, computadores, automóveis, móveis e outros objetos desenhados com tanto cuidado que carregam em si memórias e trazem lembranças ao leitor que teve a oportunidade de viver momento semelhante.
comparado com trabalhos anteriores de Moon e Bá, Daytripper é o que parece ter mais palavrões nas falas dos seus personagens. Também convém destacar que as ficções de Bá e Moon apresentam mundos que parecem o nosso, mas são muito mais belos e cheios de poesia. Em Daytripper, a ideia de "aproveite o momento e faça alguma coisa" é levada ao máximo com o acréscimo do conceito "porque ele pode ser o último". Tudo isso ganha uma força contundente com as muitas "mortes" de Brás e é reforçado pelos "obituários" que permeiam a obra. O personagem apresenta uma série de conflitos interessantes. Sua relação de admiração e competição com o genitor é mostrada já no capítulo um: o leitor encontra o protagonista lendo com desgosto a notícia de que seu pai será homenageado.

## Prêmios
Daytripper ganhou dois prêmios: um Eisner Award e um The Eagle Award. O primeiro, em 2011, pela categoria Melhor Série Limitada ou arco de história. Já o Eagle, foi concebido a eles pela Categoria: Nova Revista Favorita e História Solo.

## Ligações Externas
https://abookaholicgirl.wordpress.com/2019/03/18/resenha-daytripper-de-fabio-moon-gabriel-ba/. 